# Črneča velezraščenka
Črneča velezraščenka (znanstveno ime Meripilus giganteus) je gliva iz rodu velezraščenk (Meripilus).

## Značilnosti
Sestavljena je iz več plasti oziroma prekrivajočih se polic polkrožne ali pahljačaste oblike z valovitim in robom. V skladu s svojim imenom je lahko zelo velika in impozantna ter lahko doseže celo en meter v premeru in s težo, ki zlahka doseže 10 kg. Površina je zonasta, nagubana in prekrita s številnimi majhnimi luskami. Barve segajo od oker do rdečkaste ali temno rjave z svetlejšim robom. Ima značilen močan vonj po gobah in je kiselkastega okusa.
Trosovnica je sestavljena iz kratkih cevk belkasto-oker barve in drobnih por, ki na pritisk počrnijo.
Namesto beta se police združjo v skupni točki, kjer je goba zasidrana v les gostitelja.

## Razširjenost in življenjski prostor
Raste kot zajedalec ali kot gniloživka na bukvah in drugih listnatih drevesih, včasih tudi na iglavcih.

## Mikroskopske značilnosti
Trosni prah je bel. Trosi so elipsasti, gladki, neamiloidni, s tankimi stenami in merijo 6–7 x 4,5–6 µm.

## Podobne vrste
- gorska bondarčevka (Bondarzewia mesenterica) raste na jelkah in na pritisk ne počrni.
- žvepleni lepoluknjičar (Laetiporus sulphureus) je živo rumene do oranžne barve
- velika zraščenka (Grifola frondosa) je sestavljena iz številnih plodičev, ki se razvejajo iz skupne belkaste osnove in se končajo z majhnimi lopatičastimi, sivkasto rjavimi kapicami.

## Uporabnost
Zaradi trde in usnjate konsistence je neužitna.

## Galerija slik
- Detalj zgornje površine
- Trosovnica